# Aleen Leslie
Pour les articles homonymes, voir Leslie.
Aleen Leslie, née à Pittsburgh le 5 février 1908, et décédée à Beverly Hills le 2 février 2010, est un écrivain, scénariste et dramaturge américain.

## Biographie
En 1939, elle épouse Jacques Leslie, un avocat de Pittsburgh. En 1941, elle commence l’écriture du feuilleton radiophonique A Date with Judy qui devient une émission très populaire aux États-Unis et tient l’antenne jusqu’en 1950, puis devient une série télévisée pour une saison en 1952. Les personnages se retrouvent également en 1948 dans un film musical de la MGM réalisé par Richard Thorpe, avec Jane Powell, Wallace Beery et la toute jeune Elizabeth Taylor.
Aleen Leslie a beaucoup travaillé pour les studios de Hollywood dans les années 1940, signant de nombreux scénarios. Elle a également été éditorialiste pour le Pittsburgh Press, a fait paraître des nouvelles dans la presse et a écrit un roman sentimental, un roman policier et de nombreuses pièces de théâtre.

## Œuvre

### Romans
- The Scent of the Roses (1963)
- The Wind Fall (1970) Publié en français sous le titre Coup de chance, Paris, Librairie des Champs-Élysées, Le Masque no 1357, 1975

### Filmographie
- 1940 : Le docteur se marie de Alexander Hall
- 1941 : Ma femme se marie demain (Affectionately Yours) de Lloyd Bacon
- 1941 : The Stork Pays Off de Lew Landers
- 1943 : It Comes Up Love (en) de Charles Lamont
- 1943 : Henry Aldrich Gets Glamour de Hugh Bennett
- 1944 : Henry Aldrich Swings It de Hugh Bennett
- 1944 : Rosie the Riveter de Joseph Santley
- 1944 : Henry Aldrich Plays Cupid de Hugh Bennett
- 1944 : Henry Aldrich's Little Secret de Hugh Bennett
- 1948 : Go Chase Yourself de Jules White (court métrage)
- 1948 : Ainsi sont les femmes (A Date with Judy) de Richard Thorpe
- 1949 : Father Was a Fullback de John M. Stahl
- 1950 : Les Cinq Gosses d'oncle Johnny (Father is a Bachelor) d'Abby Berlin et Norman Foster
- 1956 : The Living North de Stig Wesslén (documentaire)

## Référence
- Jacques Baudou et Jean-Jacques Schleret, Le Vrai Visage du Masque, vol. 1, Paris, Futuropolis, 1984, 476 p. (OCLC 311506692), p. 281.